# Arthur O'Hara Wood
Arthur O'Hara Wood avstralski tenisač, * 1890, Melbourne, Avstralija, † 6. oktober 1918, Saint-Quentin, Francija.
O'Hara Wood je leta 1914 osvojil Prvenstvo Avstralije posamično, v konkurenci moških dvojic se je uvrstil v finale.